# Rincão dos Pintos
Rincão dos Pintos é um distrito de São Luiz Gonzaga, conhecido por ser a terra natal do cantor nativista Baitaca.

## Geografia
O Rincão Dos Pintos está localizado em Região Geográfica Intermediária de Ijuí, Rio Grande do Sul, Região Sul, Brasil. O Rincão dos Pintos está localizada a 42 km UERGS - Universidade Estadual do Rio Grande do Sul - Campus São Luiz Gonzaga  - Unidade Seminário. O lago mais próximo, Lagoa dos Patos, fica a 496 km de distância. O praia mais próximo, Praia de Tramandaí, fica a 573 km de distância. A estação de Trem mais próxima é a Estação de Trem de Bento Gonçalves e fica a  475 km de distância.  A cidade mais próxima, São Miguel das Missões, fica a 15 km de distância.